# Kuznyeckij Moszt metróállomás
A moszkvai metró Kuznyeckij Moszt állomása a 7-es számú, lila színnel jelzett, Taganszko-Krasznopresznyenszkaja nevű vonalon helyezkedik el a Mescsanszkij kerületben, a főváros Központi közigazgatási körzetének északi részén. Szomszédos állomásai a vonalnak a Puskinszakaja és a Kitaj-gorod. Az állomás nevét a középkori Kovácsok hídjáról kapta. Ez a kőhíd a közelben ívelt át az egykori Nyeglinnaja folyón, amit azóta a föld alá vezettek.
A metróállomást 1975. december 17-én nyitották meg a Barrikadnaja és a Kitaj-gorod állomások közötti szakasz átadásakor.

## Leírása
Az állomás egyetlen felszíni kijárata a peron északnyugati végéről nyílik a 18-19. századi műemlék épület, a, Torleckij–Zaharjin bérház udvarára (ulica Rozsgyesztvenka). A peron ellenkező végéről a mozgólépcsők a  Szokolnyicseszkaja vonal Lubjanka állomására vezetnek. 2016 márciusában renoválták az állomás felszíni kijáratát.
Az állomás oszlopait szürke és rózsaszín márvánnyal burkolták.

## Adatok
- Az állomás mélysége — 39,5 m.
- Az állomás három alagútból áll: a két szélső átmérője 8,5 m, a középső 9,5 m.[2]
- A középső terem szélesség 8,2 magassága 6,25 méter.
- A platform szélessége 16,1 m.
- Az oszlopok közötti távolság 5,25 m.[2]

## Fordítás
- Ez a szócikk részben vagy egészben  a(z)   Кузнецкий Мост (станция метро) című orosz Wikipédia-szócikk ezen változatának fordításán alapul.  Az eredeti cikk szerkesztőit annak laptörténete sorolja fel. Ez a jelzés csupán a megfogalmazás eredetét és a szerzői jogokat jelzi, nem szolgál a cikkben szereplő információk forrásmegjelöléseként.